# Ansitz Pflanzenstein

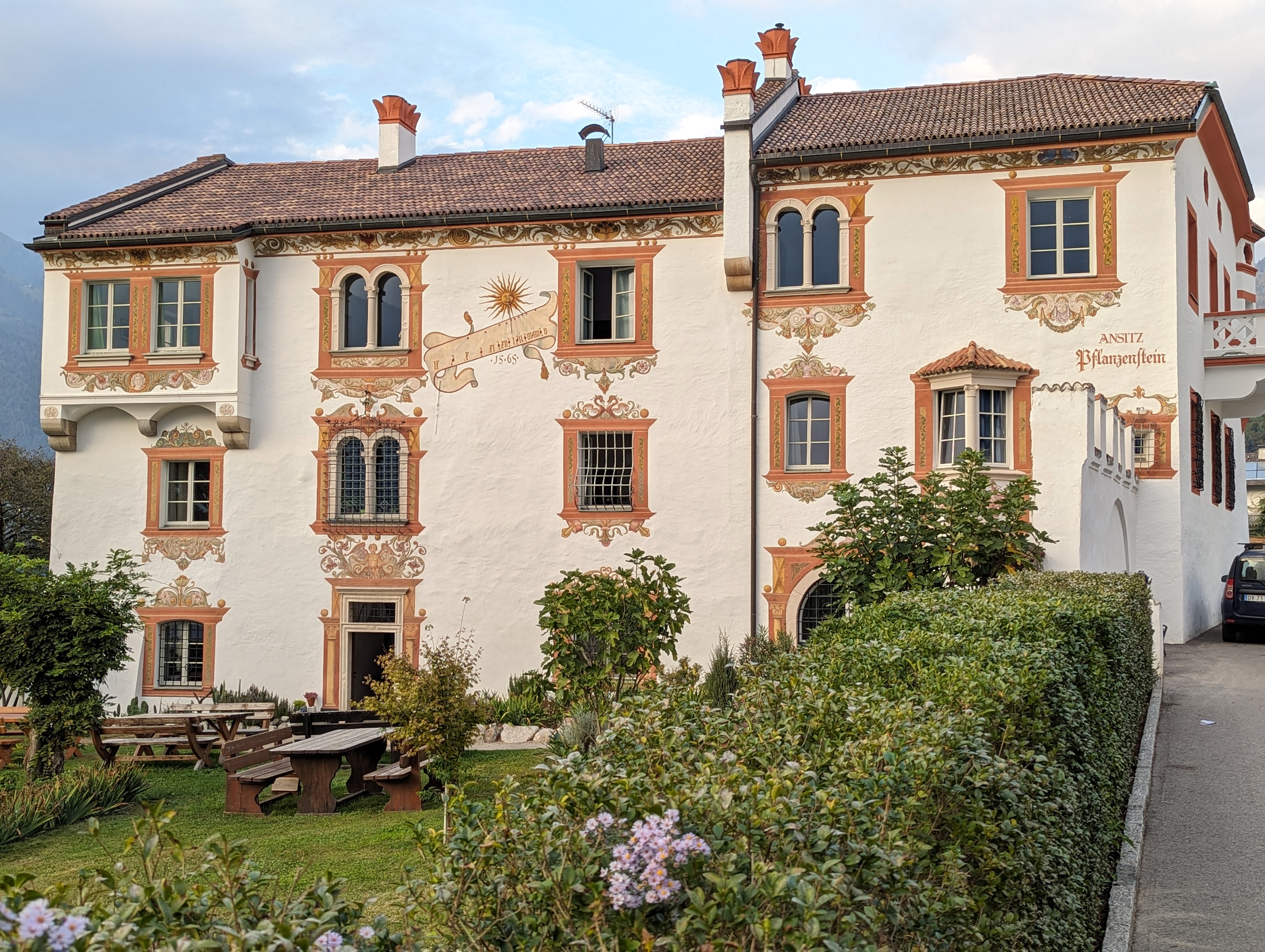
Ansitz Pflanzstein

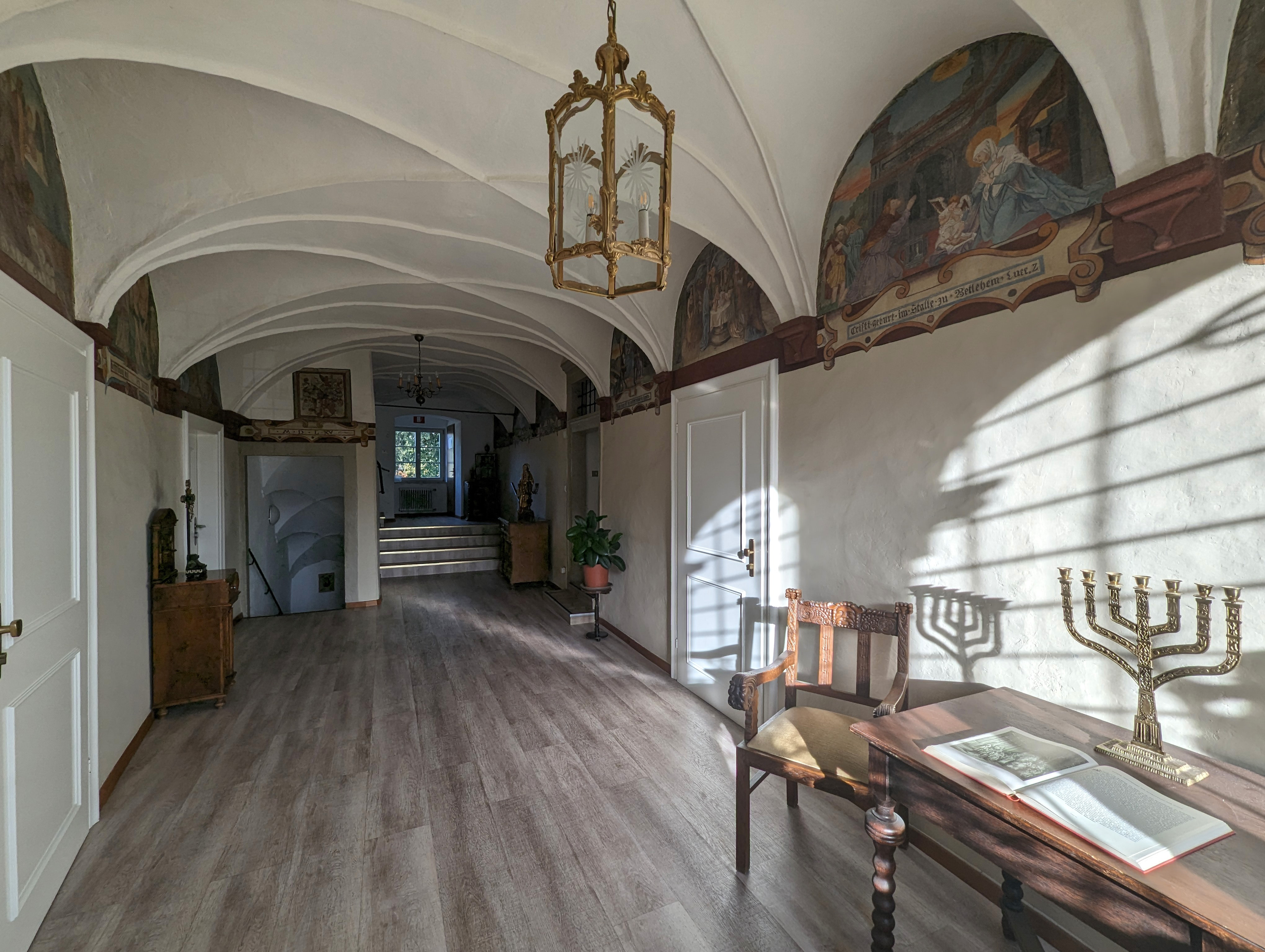
Gang im Erdgeschoss

Ansitz Pflanzenstein (auch Pflanzstein, Pflazensteinergut, Pflanzer bzw. Casa Pallotti) ist ein alter Edelsitz und geschütztes Baudenkmal in Obermais, einem Ortsteil von Meran in Südtirol. 

## Geschichte
Möglicherweise war Pflanzenstein identisch mit einem Weinhof, welcher 1227 erstmals erwähnt wurde. Im 14. Jahrhundert war das Gut in den Händen des Spitales als Stiftung des Pertle von Tisens. Von den Prischwitz von Pflanzenstein in Mais kaufte Pflanzenstein 1564 Martin Freiherr von Boymont-Payrsberg († 1571 auf Pflanzenstein), der ihn 1565 im Stil der Renaissance umgestaltete. Nach dem Tod des Eigentümers ließ Jakob Freiherr von Boymont-Payrsberg den Leichnam seines Bruders nach Nals bringen und dort beisetzen. Daran sollen angeblich 45 Priester und 200 Ritter zu Pferde beteiligt gewesen sein. Die Erbentochter Katharina Freiherrin von Kolowrat-Liebsteinsky veräußerte den Ansitz 1580 an Hans Jakob von Spaur. 1660 war der Besitzer Jakob von Spaur. Darauf folgten von 1667 bis 1706 als Eigentümer die Herren von Mamming. Als erster aus dieser Familie wurde Rochus von Mamming 1645 in den Gemeindeausschuss von Obermais gewählt. Zu Beginn des 18. Jahrhunderts fiel Pflanzenstein in bäuerliche bzw. bürgerliche Hände. 1941 kaufte die Gemeinschaft der Pallottiner das Gebäude, nach dem es seither auch „Casa Pallotti“ genannt wird. Seit 1960 dient es größtenteils als Gästehaus. 1980 erfolgte die Unterschutzstellung vom Südtiroler Landesdenkmalamt. Im Erdgeschoss befindet sich eine Hauskapelle. Die Wandgemälde schuf der Maler Cassian Dapoz.